# Salomón Jara Cruz
Salomón Jara Cruz (San Melchor Betaza, Oaxaca; 15 de septiembre de 1959) es un ingeniero químico y político mexicano, miembro del partido Morena. Desde el 1 de diciembre de 2022 se desempeña como gobernador de Oaxaca.
Se ha desempeñado como diputado federal de 1991 a 1994, como diputado local de Oaxaca de 2001 a 2004, como secretario de Desarrollo Agropecuario, Forestal y Pesquero de Oaxaca de 2010 a 2013 durante el gobierno estatal de Gabino Cué Monteagudo y como senador de la República por su estado natal de 2006 a 2010 y de 2018 a 2021.

## Biografía

### Formación profesional
Salomón Jara estudió en el estado de Oaxaca hasta terminar la preparatoria, fue entonces cuando tuvo que trasladarse a la Ciudad de México para cursar sus estudios profesionales, como Ingeniero Químico en la Escuela Superior de Ingeniería Química e Industrias Extractivas del Instituto Politécnico Nacional.
Desde su época como estudiante comenzó a participar en algunas manifestaciones políticas, aunque oficialmente incursionó en la vida política en 1988, cuando el Ingeniero Cuauhtémoc Cárdenas lo invitó a formar el Frente Democrático Nacional; posteriormente, lo invitaría a formar el Partido de la Revolución Democrática (PRD), del cual fue fundador en el Estado de Oaxaca.
Fue fundador y secretario general de la Unión Campesina Democrática.[cita requerida]

### Trayectoria política
Se destacó como presidente estatal de Oaxaca del Partido de la Revolución Democrática de 1991 a 1992. Entre 1991 y 1993 fue diputado federal. También fue diputado local en el Congreso de Oaxaca de 2004 a 2006 durante la LVIII Legislatura. Se desempeñó como senador de la República por Oaxaca de 2006 a 2010.
Desde diciembre de 2010 fue secretario de Desarrollo Agropecuario, Forestal y Pesquero del Gobierno de Oaxaca 2010. El 16 de abril de 2013 presentó su renuncia argumentando no haber contado con el respaldo del Gobierno del Estado para desempeñar a cabalidad dicho cargo.
Fue fundador del partido Morena en Oaxaca en 2013 y se despeñó como coordinador de campaña de Andrés Manuel López Obrador en Oaxaca en las elecciones federales de 2006, 2012 y 2018.
En 2016 se postuló en las elecciones locales de Oaxaca para gobernador por Morena, donde quedó en tercer lugar los candidatos.
En 2018 asumió como senador de la República por segunda ocasión por su estado natal. En 2019 presentó una iniciativa para actualizar y fortalecer la capacidad de regulación de la Comisión Nacional Bancaria y de Valores sobre las agencias calificadoras, añadiendo un elemento ético en las principios que deben normar el actuar de las agencias.[cita requerida] El 14 de diciembre de 2021 pidió licencia al cargo para dedicarse «de tiempo completo» a impulsar el proyecto político de Morena en el estado.
Participó en las elecciones locales de Oaxaca de 2022 como candidato para gobernador postulado por la coalición Juntos Hacemos Historia, liderada por Morena, donde ganó con el 60.26% de los votos, el porcentaje más alto para una gubernatura en las elecciones de 2022.
Ya como gobernador electo declaró que en su gobierno no invitaría a participar ningún funcionario de las gubernaturas de Ulises Ruiz Ortiz, Gabino Cué Monteagudo o Alejandro Murat Hinojosa. Asimismo, dijo que invitaría a Susana Harp a formar parte de su gabinete, a quién calificó como una «gran amiga».
En febrero de 2023, fue nombrado presidente de la Conferencia Nacional de Gobernadores.

## Controversias
Durante su Campaña electoral en las Elecciones estatales de Oaxaca de 2022, Salomón Jara fue acusado de haberse relacionado con Antonino Morales Toledo, expresidente municipal de San Blas Atempa, quien en junio de 2022, la Unidad de Inteligencia Financiera, afirmó que tenía una presunta relación con el Cártel de Jalisco Nueva Generación. Además, el principal operador financiero de Jara Cruz, Antonino Morales Toledo, fue acusado en julio de 2019 ante la Fiscalía General de la República por robo y venta ilegal de combustibles, comúnmente llamado «huachicoleo» actualmente (2023) es secretario de administración en el estado de Oaxaca. Durante un debate a la gubernatura, lo atribuyó a una campaña de desprestigio orquestada «desde la mafia de la corrupción».
El 27 de enero de 2024, activistas protestaron en Oaxaca en contra de la gentrificación turística, el encarecimiento de las rentas, el poco acceso al agua potable, entre otras cosas. Seis activistas fueron detenidos. El gobernador Jara señaló que la protesta era racista, pues era en contra de turistas extranjeros, señalando: “La lucha racista es repudiable, tenemos el ejemplo de (Adolfo) Hitler, que se creyó una raza superior, yo no sé si esos jóvenes sean de una raza superior, los respetamos, pero en Oaxaca no hay razas superiores, nadie es más ni menos”.Los colectivos, sin embargo, refutaron al gobernador, señalando que su acusación era ridícula, y que algunos de los activistas detenidos pertenecen a un comedor comunitario que apoya a migrantes en exilio.